# Adelina Barrion
Adelina A. Barrion (9 september 1951 - 10 juli 2010) was een Filipijns entomoloog en geneticus. Vanwege haar studie naar Filipijnse spinnensoorten, stond ze wel bekend als "Asia's spider woman". 

## Biografie
Barrion werd geboren op 9 september 1951. Ze studeerde aan de University of the Philippines en behaalde daar in 1974 haar bachelor-diploma landbouw. In 1978 voltooide ze er haar masters-opleiding genetica en later in 1985 promoveerde ze aan dezelfde onderwijsinstelling in ditzelfde vakgebied. Barrion was jarenlang actief als onderzoekster op het gebied van de entomologie en genetica. Ze werd bekend met haar studies naar Filipijnse spinnensoorten, maar beperkte zich niet alleen tot deze diersoorten. Zo deed ze ook veel onderzoek naar planten systematiek en specifiek naar varens en rafflesiasoorten. Barrion beschreef onder meer een nieuwe Rafflesiasoort. Barrion was naast haar werk als onderzoekster onder meer hoofd van de Genetics and Molecular Biology Division van het Institute of Biological Sciences van de UP en diende ook als curator van het Museum of Natural History van de universiteit.
Barrion ontving gedurende haar carrière diverse onderscheidingen. Zo won ze in 1990 een Outstanding Young Scientist Award, uitgereikt door het NAST-DOST. Ook werd ze diverse keren uitgeroepen tot Oustanding Researcher en Oustanding Biologist. Adelina Barrion overleed in 2010 op 58-jarige leeftijd.